# Victoriateatern, Malmö

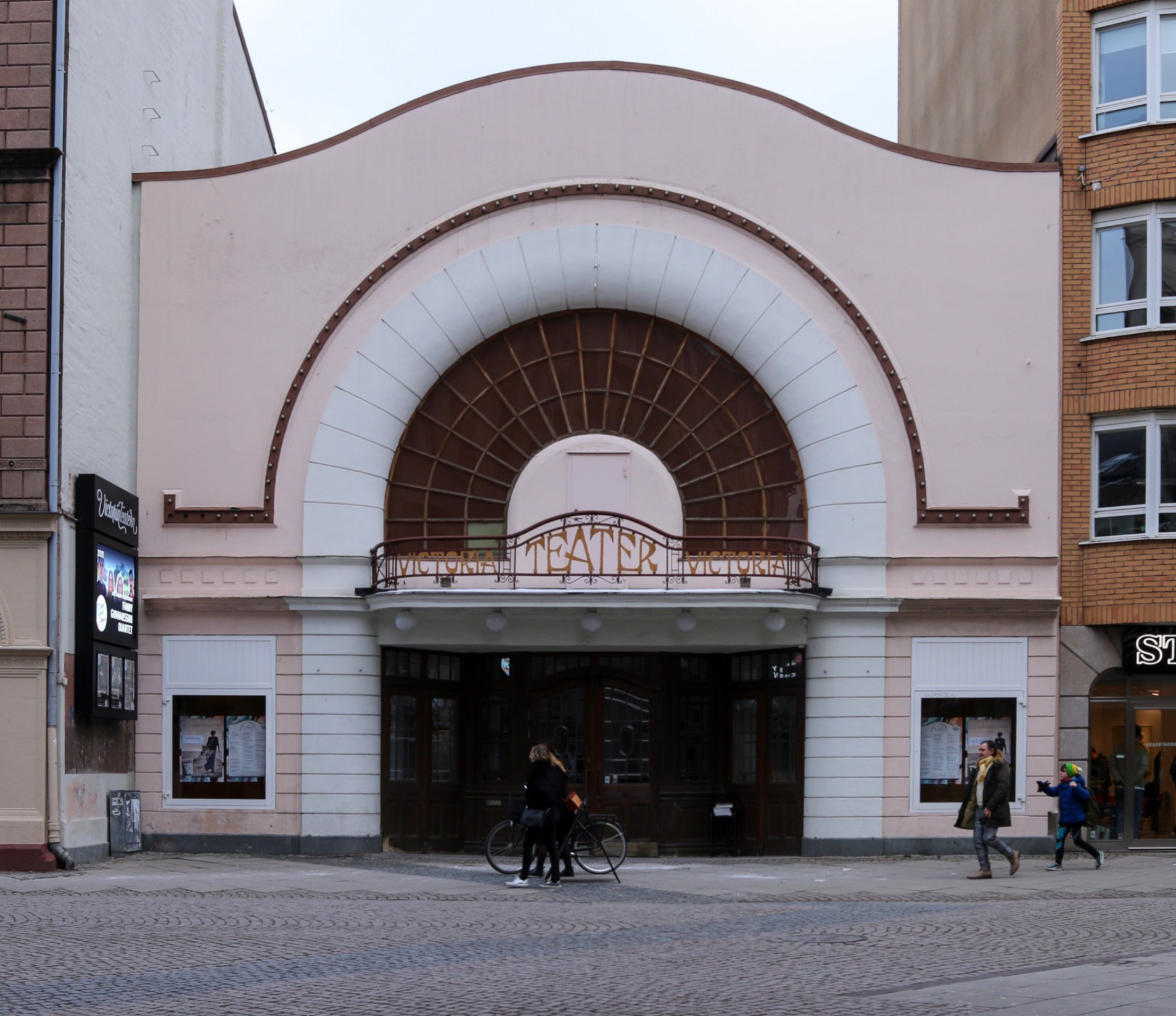
Victoriateatern

Victoriateatern är en teaterbyggnad vid Södra Förstadsgatan i Malmö, byggd som en av stadens första biografer år 1912.

## Biografteatern Victoria
Då Biografteatern Victoria, ritad av arkitekten och byggmästaren Axel Stenberg, invigdes 9 september 1912 blev den stadens största och främsta premiärbiograf med 500 publikplatser på parkett och balkong och orkesterdike med två flyglar. Som invigningsfilmer visades en dokumentär från Slottet i Fontainebleau, En äventyrslysten flicka, Svenska flottans undervattensbåtar och deras övningar i vår skärgård samt Hennes hjälte. 1916 genomfördes vissa smärre förändringar interiört och 1925 tog Malmö Biograf AB över verksamheten. I takt med den ökade konkurrensen minskades antalet sittplatser till 393 mer bekväma säten 1936 och då Svensk Filmindustri 1942 blev huvudägare av Malmö Biograf AB togs även delar av balkongen bort. 

### Revyteater
Från mitten av 1940-talet till mitten av 1950-talet ändrades inriktningen helt och Victoria blev revyteater med sommarrevyer av de lokalt populära Sigge Hommerberg och “Dubbel-Olle” Ohlsson, följt av en mängd produktioner och gästspel, såsom Thor Modéens Skånerapsodi 1948 och Hjördis Petterson i Vår Tages Hage 1949, liksom artister som Git Gay och Hans Lindgren. Från mitten av 1950-talet återgick byggnaden till biograf fram till 31 mars 1974, då Svensk Filmindustri visar sin sista film på Victoria, Ursäkta var är kriget? med Jerry Lewis, och ett nedslitet Victoria stängs med en oviss framtid.

## Victoriaockupationen
Stadens fria, vänsterinriktade kulturliv, med ett flertal teater- och musikgrupper, hade under 1970-talet länge krävt ett gemensamt kulturhus för sina verksamheter och då politikerna var osäkra på de fortsatta planerna för Victoria bildade dessa kulturaktörer år 1975 "Victoriakommittén" med syfte att få ta över byggnaden som deras eget kulturhus. Victoriakommittén bildades av verksamheter som Föreningen Huset, Teatercentrum Syd, Filmcentrum Syd, Folkets Bio, Folkets teater och FIB-Kulturfront med kulturpersoner som Mikael Wiehe, Lasse Söderberg och Fredrik Gertten. I maj 1975 demonstrerade 1 500 personer på Södra Förstadsgatan under parollen "Rädda Victoria" och krävde att teatern skulle upplåtas till och drivas av Victoriakommittén. Detta utlöste slitningar inom kommunen, där dess socialdemokratiska ledning föreslog att folkrörelseorganisationen Skådebanan skulle få ansvaret för Victoria som kvalitetsbiograf varvat med teater och konserter. På grund av politiska viljekonflikter mellan den radikala Victoriakommitén och socialdemokratin kunde kommittén inte acceptera kommunledningens förslag och 28–29 februari 1976 genomförde Victoriakommittén en uppmärksammad ockupation av Victoria, där de tog sig in i den stängda byggnaden följt av  protestdemonstrationer, trafikkaos och kulturmanifestationer kvällstid. Därefter lämnade de lokalerna planenligt till kommunen och engagemanget ebbade efterhand ut, då flera av stadens fria teatergrupper i protest lämnade Malmö eller hittade andra lokaler i staden.

## Victoriateatern
Victoriateatern renoverades och byggdes om av kommunen och dess nybildade kulturnämnd fick ansvaret för verksamheten i samverkan med den Folkets Hus och Parker närstående kulturföreningen Kontrast, då Victoriateatern nyinvigdes 13 februari 1981 som kombinerad teater, konsertscen och kvalitetsbiograf. 1983 startas barnfilmfestivalen Buff med årliga filmvisningar i bland annat Victoria. Genom åren har en stor mängd gästspel, konserter och filmvisningar genomförts på teatern, även av institutioner som Dramaten, Riksteatern, Statens scenskola i Malmö, Moomsteatern och Malmö stadsteater.
1990 tog kulturföreningen Kontrast över hela verksamheten och införde efterhand alltmer det nya konceptet "pick-nick-teater", där bänkraderna på parkett ersatts med kafébord för av publiken medhavd förtäring under föreställningarna.